# Club Quebracho
El Club Quebracho es un club de fútbol boliviano de la ciudad de Villa Montes, Tarija. Fue fundado el 21 de mayo de 2011 y actualmente participa en el Asociación Tarijeña de Fútbol. Disputa sus encuentros como local en el Estado Defensores de Villamontes con capacidad para 5 000 espectadores.

## Estadio
Ejerce sus partidos de local en el Estadio de Villamontes que posee una capacidad aproximada para 5 000 espectadores.

## Datos del club
- Temporadas en Copa Simón Bolívar: 4 (2014-15, 2015-16, 2016-17, 2017,2020,2021).
- Temporadas en Torneo Nacional Interprovincial: 3 (2014, 2016, 2017)
- Temporadas en Copa Bolivia: 1 (2015)
- Mejor puesto en Copa Simón Bolívar: Semifinales (2017)
- Mejor puesto en Torneo Nacional Interprovincial: 1° en 3 oportunidades (2014, 2016, 2017)
- Mejor puesto en Copa Bolivia: 2° en fase de grupos en 1 oportunidad (2015)
- Mayores goleadas a favor en campeonatos nacionales: 
  - 17 - 1 contra Mallasa de La Paz (17 de septiembre de 2014)[3][4]
  - 14 - 0 contra Ferroviario de Potosí (21 de septiembre de 2014)[5]
  - 13 - 0 contra Rosario Central de Potosí (18 de diciembre de 2016)
- Mayores goleadas en contra en campeonatos nacionales: 
  - 0 - 8 contra Wilstermann Cooperativas de Potosí (29 de noviembre de 2014)
  - 2 - 9 contra Fancesa de Chuquisaca (20 de diciembre de 2014)

### Estadísticas en campeonatos nacionales
| 2014-15 | 5° Grupo C        | 8  | 1  | 0 | 7  | 15 | 46 | -31 |
| 2015-16 | 4° Cuadrangular A | 14 | 6  | 1 | 7  | 20 | 23 | -3  |
| 2016-17 | 4° Grupo C        | 8  | 3  | 1 | 4  | 21 | 12 | 9   |
| 2017    | Semifinales       | 14 | 9  | 2 | 3  | 31 | 13 | 18  |
| Total   | 61 Puntos         | 44 | 19 | 4 | 21 | 87 | 94 | -7  |

| 2015  | 2° Grupo A | 6 | 4 | 2 | 0 | 16 | 3 | 13 |
| Total | 14 Puntos  | 6 | 4 | 2 | 0 | 16 | 3 | 13 |

| 2014  | Campeón   | 4  | 4  | 0 | 0 | 41 | 2  | 39 |
| 2016  | Campeón   | 4  | 4  | 0 | 0 | 21 | 4  | 17 |
| 2017  | Campeón   | 5  | 4  | 1 | 0 | 30 | 4  | 26 |
| Total | 37 Puntos | 13 | 12 | 1 | 0 | 92 | 10 | 82 |

### Resumen estadístico
| Competición                     | PJ | PG | PE | PP | GF  | GC  |
| ------------------------------- | -- | -- | -- | -- | --- | --- |
| Campeonatos nacionales          |    |    |    |    |     |     |
| Copa Simón Bolívar              | 44 | 19 | 4  | 21 | 87  | 94  |
| Copa Bolivia                    | 6  | 4  | 2  | 0  | 16  | 3   |
| Torneo Nacional Interprovincial | 13 | 12 | 1  | 0  | 92  | 10  |
| Total                           | 63 | 35 | 7  | 21 | 195 | 107 |

## Jugadores

### Altas y bajas
| Altas               | Altas          | Altas                  | Altas     |
| Jugador             | Posición       | Procedencia            | Tipo      |
| ------------------- | -------------- | ---------------------- | --------- |
| Leonardo Claros     | Portero        | Bolívar                | Traspaso. |
| Diego Medinacelli   | Delantero      | Calleja                | Traspaso. |
| Jean Paul Cartagena | Defensa        | Bolívar                | Traspaso. |
| Gilberto Patana     | Centrocampista | Universitario de Sucre | Traspaso. |
| Leonardo Urapaca    | Defensa        | Blooming               | Traspaso. |
| Yimmy Roca          | Portero        | Bandera de ?           |           |

| Bajas                 | Bajas          | Bajas         | Bajas     |
| Jugador               | Posición       | Destino       | Tipo      |
| --------------------- | -------------- | ------------- | --------- |
| Ramiro Vaca           | Centrocampista | The Strongest | Traspaso. |
| José Leonardo Sánchez | Centrocampista | Sport Boys    | Traspaso. |

## Palmarés

### Torneos nacionales
| Competición                           | Títulos                    | Subcampeonatos |
| ------------------------------------- | -------------------------- | -------------- |
| Torneo Nacional Interprovincial (3/0) | 2014, 2016, 2017. (Récord) |                |

### Torneos regionales
| Competición                         | Títulos           | Subcampeonatos |
| ----------------------------------- | ----------------- | -------------- |
| Torneo Interprovincial Tarija (3/0) | 2014, 2015, 2020. |                |